# Кожешти (Калараш)
Кожешти (рум. Cojești) насеље је у Румунији у округу Калараш у општини Белчугателе. Oпштина се налази на надморској висини од 69 m.

## Становништво
Према подацима из 2002. године у насељу је живело 247 становника.

### Попис2002.
| Расподела становништва по националности 2002.‍ | Расподела становништва по националности 2002.‍ | Расподела становништва по националности 2002.‍ | Расподела становништва по националности 2002.‍ | Расподела становништва по националности 2002.‍ |
| --------------------------------------------- | --------------------------------------------- | --------------------------------------------- | --------------------------------------------- | --------------------------------------------- |
|                                               |                                               |                                               |                                               |                                               |
| Румуни                                        | Румуни                                        |                                               | 240                                           | 97,2%                                         |
| Роми                                          | Роми                                          |                                               | 7                                             | 2,8%                                          |